# Giuseppe Callisto Gentili
Giuseppe Callisto Gentili (Carassai, 1703 – Austria, 6 settembre 1776) è stato un diplomatico e abate italiano.
Fu Chierico Nobile Diocesano,  Patrizio Romano, Consigliere di Stato di Giuseppe II d'Asburgo-Lorena (imperatore del Sacro Romano Impero dal 1765), Uditore Imperiale alla Nunziatura Apostolica d’Austria, agente a Roma del vescovo di Magonza, agente del vescovo di Costanza, agente dell'abate di Salem, agente dal 1764 al 1771 di  Augusto Giorgio Simperto di Baden-Baden ultimo Margravio di Baden-Baden.

## Biografia
L'Abate Giuseppe Callisto Gentili (o De Gentili) conosciuto anche come Josephus Callixtus de Gentili, nacque a Carassai nel 1703. Sappiamo dal suo testamento che fu battezzato nella demolita chiesa di Sant’Eusebio (1830) e che morì in Austria nel 1776. Giovanissimo si trasferì da Carassai a Massignano per motivi lavorativi del padre. Entrò in seminario come il fratello Innocenzo Gentili e, come il fratello, divenne abate dell’ordine dei Gesuiti. Più avanti sarà a Roma e poi, per motivi diplomatici, in giro per l'Europa come Agente o Console.
Probabilmente Giuseppe Callisto Gentili ebbe modo di studiare all'Università di Fermo dove nove cattedre, fra cui l’insegnamento della Teologia, della Filosofia, dell'Eloquenza e della Grammatica, erano affidate, dal 1611, ai Padri della Compagnia di Gesù, i quali inviavano al Collegio di Fermo i più distinti fra loro per dottrina e per fama.
Che le sue cariche fossero importanti lo possiamo evincere dalla seconda di copertina dell'opera "De Nummo Neptuni" - del 1762 di Agostino Mariotti (Francesco Belli, illustratore Giuseppe Calisto Gentili, Pietro Leone Bombelli, collaboratori) che riporta: <<Argenteo Incuso - Commentariolum ad Illustrissimum, et Reverendissimum D.D.Abb. Josephum Callixtum De Gentilibus Sacræ Cæsareæ Majestatis Consiliarium, Et Electoralis Aulæ Moguntinæ Consiliarium Status Intimum, pluriumque Sac. Rom. Imperii Principum negotiis Præpositum apud S. Sedem>>.
Quello che conosciamo dell'abate Gentili lo apprendiamo principalmente dalle sue corrispondenze.
Una lettera di Giuseppe Calisto de Gentili a Papa Clemente XI è datata 1700-1721 in cui supplica disposizioni per l'abbadia dei Santi Felice e Adautto nel territorio di Massignano vacante per morte di monsignor Loni.
Nel 1755, lo troviamo come negoziatore nella lite relativa all'elezione del vescovo, che coinvolgevano la Lega Caddea e gli sforzi del suo presidente Anton von Salis per raggiungere un concordato con il papa. Le Leghe Grigionesi avevano aperto trattative simultanee con la Francia e con l’Austria perché intervenissero come mediatrici, e facendo pressioni sui cardinali più autorevoli presso Papa Benedetto XIV;  l’abate Callisto Gentili, agente a Roma del vescovo di Magonza, fu preferito all'abate Novara.
Nel 1766 troviamo l’abate Gentili impegnato con le pratiche di beatificazione presso la Santa Sede di Bernardo II di Baden. Procedure iniziate dal margravio Luigi Guglielmo di Baden-Baden (Türkenlouis), che era un suo discendente, nel 1759.
Ci aveva provato nel 1761 anche Augusto Giorgio di Baden-Baden ma bisognerà aspettare l'abate monsignor Giuseppe Callisto Gentili, ufficialmente incaricato di seguire il processo, per arrivare al risultato.
Nel 1769, dopo due anni di relazioni e rogazioni, si chiude il processo per la beatificazione ed il Papa Clemente XIV riconosce Bernardo di Baden beato è il 16 settembre 1769. Nel 1770 Moncalieri festeggia solennemente la beatificazione del suo Patrono con manifestazioni religiose e civili che durano dal 15 al 17 luglio con l'intervento dei Reali di Savoia. Anche Baden Baden, Rastatt, Karlsruhe ed altre città tedesche festeggiano la beatificazione del loro "principe’.
“La veemenza della disputa obbligò il primo Presidente a proporre, che si nominassero dei Commissari; e l'avviso di lui fu generalmente approvato. ... la Causa della Canonizzazione del B. Bernardo di Baden, di cui è Ponente l'Eminentissimo Alessandro Albani Protettore dell'Imperio, e Postulatore l'Abate de Gentili Uditore Imperiale, e Ministro del Serenissimo Margravio di Baden, essendosi risoluta felicemente per la prima volta Super dubio signandam esse commissionem.”
Apprendiamo della morte dalla Gazzetta Universale - O Sieno - Notizie Istoriche, Politiche, Di Scienze, Arti, Agricoltura - Volume III Dell'anno MDCCLXXVI. Qui apprendiamo della sua data di nascita e dell'esistenza di un fratello con importanti cariche fra i gesuiti.
La data esatta della sua morte la troviamo sull'Archivio Diocesano di Friburgo pag.14 nota 47
Morì in Austria, in terra straniera proprio nell'anno, in cui l'ordine dei Gesuiti e le case gesuite nei territori cattolici d'Europa venivano soppressi definitivamente.
Grande benefattore l'abate Callisto Gentili, oriundo di Massignano, nel 1776 costituì erede universale dei suoi beni la Confraternita del SS.mo Sacramento di Massignano con l'onere di costruire la nuova chiesa. Una parte del lascito andò alla Chiesa di S. Eusebio di Carassai dove era stato battezzato e che evidentemente era rimasta nel suo cuore.

## Corrispondenza
Lettere presenti nel: Nachlass Anton Von Salis-Soglio (1737-1806) [18/56], presidente federale - Deposito permanente dell'Associazione della famiglia Salis.
Corrispondenza e scritti riguardanti la "Custodia de' Capucini" (1770/1771) [Verz.XII, p.27]
1.1. Soprattutto le lettere dal sacerdote Callisto Gentili ad Anton von Salis con un'etichetta di identificazione originariamente attaccata:
- 1769, 18 gennaio, Roma - Una lettera dell'abate Gentili con ricevuta di pagamento versata agli eredi di Lorenzini (la ricevuta di Anton von Salis fu inoltrata al giudice distrettuale Martin Riedi il 7 febbraio 1769).
- 1771, 24 aprile, Roma - Una lettera di Abbate [Barone] de Gentili ad Anton von Salis con una lettera allegata del cardinale Albani del 24 aprile 1771 relativa a Niccolò Treccino, nonché con una ricevuta allegata ("Confesso") da parte del consigliere Anton von Salis circa i signori Massner a Gabriele Proletti l'amministratore, "Procuratore" gli eredi ("Pupilli") Lorenzini) versarono 28,53 valuta Scudi Römer del valore di 86 fiorini dei Grigioni o 70 Doppie delle due armi.
- 1771, 16 febbraio - 6 aprile, Roma - 4 lettere dall'Abbate de Gentili ad Anton von Salis [la lettera del 16 marzo 1771 con un estratto allegato dalla risposta di Anton von Salis del 10 aprile 1771; continua con la menzione di 2 lettere di risposta originariamente allegate del cardinale Albani in merito a Nicolò Treccino; la maggior parte delle lettere nel loro insieme relative alla questione della "Custodia dei Cappuccini".
- 1770, 5 maggio - 1771, 12 novembre - 16 lettere dell'abate Gentili da Roma al consigliere ("senatore") Anton von Salis a Coira in italiano con 2 supplementi sotto forma di copie di lettere del Conte Firmian Karl Joseph Graf von Firmian: 1716-1782; Governatore Generale della Lombardia dal 1759;
- 1770, 18 aprile - 6 ottobre - Da Milano al Padre Procuratore Generale dei Padri Capuccini, racchiuso tra le lettere del 05 e 17 maggio - Nov.1770; con una copia di una lettera di risposta di Anton von Salis del 26 febbraio 1771 alla lettera del 12 gennaio 1771
- 1770, 24 giugno - 16 dicembre 1770 - settembre 1771 - 9 lettere dell'abate Columban Sozzi von Disentis,  al Prefetto Anton von Salis in Castione in Italiano; con un supplemento sotto forma di una copia del poscritto di un "agente" (probabilmente Abbate Gentili) del 30 giugno 1770 nella lettera del 22 luglio 1770.
- 1770, 26/22 dicembre Copie di lettere di Anton von Salis da Coira all'Abate Gentili firmato dai capi del Bundestag o scritto a loro nome ("Li Capi delle trè Leghe dell' antica Rezia")
- 1770, 11/22 dicembre - Sbozzo del decreto dei capi relativo alla Custodia dei Cappuccini nel Veltlin compresa la richiesta o la risposta all'Abbate Gentili che l'ultimo Bundestag aveva confermato le decisioni precedenti e che avrebbe dovuto spingere nuovamente per il loro adempimento.
- 1771 - Lettere di Monsignor Abbate di Disentis, del Signor Abbate Gentili, de 'R.R.P.P. (dei Reverendissimi Padri) Daniele, Carlo e Gaetano circa la Custodia de "Capucini".
- 1771, 8 novembre - Lettera allegata di Abbate Gentili sull'argomento in questione intitolata: “Distinta, e sincera narrazione della condotta tenuta dal Signor Abbate Gentili Agente dell’Eccelsa Repubblica (Grigioni) a Roma nell'affare della Custodia dei Padri Capuccini affidatole dall'eccelso Principe.
- 1773 23 giugno - 19 gennaio 1774 - 15 lettere dell'abate de Gentili al presidente Anton von Salis a Coira sulla questione di Paolo Rossi e della "Prevostura di Ardenno" inclusa una copia di un post scriptum dell'8 dicembre 1773 o un estratto di una lettera dell'abate Gentili alle teste; continua con una copia della lettera del 20 novembre 1773; In allegato anche una copia di una lettera di Anton von Salis all'abate Gentili del 20 giugno 1773 e una risposta di Anton von Salis all'abate Gentili del 14 luglio 1773, entrambe redatte a Morbegno e concernenti entrambi Pietro Paolo de Rossi.
- 1773, 26 ottobre 1773 - 16 febbraio 1774 - 12 lettere dell'abate Giacomo de Rossi relative alla “Prevostura di Ardenno ed altri affari "o riguardo a suo fratello e la questione Fusine ("affare delle Fusine") nella lettera del 28 dicembre 1773 con un inserto in forma di copia di una lettera dell'abate Gentili dell'11 dicembre 1773 da Roma a Pietro Paolo de Rossi.
- 1773, 5/16 giugno, Coira - Copie di lettere dai capi delle tre confederazioni (Capi delle 3 Leghe dell'antica Rezia) al Cardinale Segretario di Stato Pallavicini, Cardinale Albani e all'Abate Gentili riguardo al dott. Pietro Paolo Rossi (sia in tedesco che in italiano traduzione) compresa una raccomandazione di Paolo Rossi per l'occupazione del preposto di Ardenno.

- Inventari dei manoscritti delle biblioteche d'Italia, Volume 17 lettera dell'abate Giuseppe Callisto Gentili al Cardinale Quirini 1748 - Giuseppe Mazzatinti L. S. Olschki., 1911

- Archivio di stato generale di Karlsruhe 65/91 (alte n. 1002), 184 B11. intero processo con materiale del Gentili per il margravio August Georg.

Documenti della procedura romana nel 1768/69. Sono disponibili in tre raccolte chiuse: 
- Parigi, Bibliotheque Nationale, Impr. H 748 (Canonisations 148, old No. H. 359 A), 1165-1180 (citata P) -
- Karlsruhe, General State Archives, Library CX 211, 1-18 virgolette K). -
- Moncalieri, Archivio della città, rilegato come un volume eccezionale, in una scatola di latta; virgolette M .; i singoli pezzi non sono numerati.

Registri di stato della Repubblica delle Tre Leghe Vol. VI, dal * 1760 al * 1772
- 1760, 12 gennaio - Alleato. Agente de Gentili, Roma, lettera di accompagnamento al Breve Concordato papale. 3 file
- 1760, 12 marzo - Allinea le teste. Agente de Gentili, Roma, per aver ripreso i negoziati concordati. 1 file
- 1760, 17 maggio - Rapporto dell'Agente de Gentili, a Roma, sul fatto che i negoziati concordati si siano interrotti a causa della morte del vescovo di Como. 2 file
- 1760, 9 luglio Alleato. Agente de Gentili, Roma, trattative concordate.  2 file, più 1 file * 1760 9 luglio.
- 1760, 9 luglio Allinea le teste. Agente de Gentili, Roma, sul Concordato. 1 file (in Pli * 1760 luglio 9.b)
- 1760, 6 settembre Alleato. Agente de Gentili, Roma, per quanto riguarda le difficoltà nei negoziati concordati.
- 1760, 24 settembre Parere del Bundslandammann J. Planta-Wildenberg, Malans, sulla scrittura agli inviati di Chavigny, vescovo di Como e abbate Gius. Calisto de Gentili, Roma. 1 file
- 1760, 3 dicembre - Alleato. Agente de Gentili, Roma, congratulazioni per le vacanze e relazione su Concordat. 2 file
- 1760, 8 dicembre Lettera di accompagnamento all'agente Gentili di Roma relativa all'invio delle suddette lettere di congratulazioni per l'inoltro. 1 file (in Pli * 1760 dell'8 dicembre. Da a a f)
- 1761, 14 gennaio - Lettera di accompagnamento dell'agente dei Grigioni de Gentili a Roma relativa alla risposta del Papa e di alcuni cardinali. 2 file
- 1761, 20 gennaio - Allinea le teste. Agente de Gentili, Roma, in merito alle cause legali di Tresivio per l'occupazione la posizione di coadiutore dell'arciprete con uno sconosciuto. 1 file
- 1761, 11 febbraio - Alleato. L'agente de Gentili, a Roma, ai vertici riguardo all'obiezione di Veltlin all'occupazione dell'arciprete da parte di uno sconosciuto e all'opposizione all'affare Concordato. 2 file
- 1761, 17 febbraio Bündner Agent de Gentili, Dr. Kränzlin, Milano, per aver inviato la lettera del conte d'Amor di Soria sulla ripresa delle trattative interrotte dalla morte del conte Christiani. 1 file, più 2 file 1761 febbraio 17.
- 1761, 8 luglio - Quattro monasteri cappuccini del Bündner. Il soggetto atterra sulle alleanze. Agents de Gentili, Roma, in merito alla controversia con i capi della Provincia dei Cappuccini di Milano. 1 file
- 1761 Alleati del 29 luglio. Agente de Gentili, Roma, ai capi delle sue trattative con il generale cappuccino a causa della propria autorità di controllo richiesta dai 4 monasteri cappuccini nei paesi in questione. 2 file
- 1761, 28 settembre. I capi delle alleanze. Agente Abbate de Gentili, Roma, per quanto riguarda la separazione dei Cappuccini nelle terre tematiche dalla Provincia dei Cappuccini di Milano. 1 file
- 1761, 3 ottobre, agente dei Grigioni de Gentili, a Roma, in merito all'affare Cappuccino e Concordato. 4 file
- 1761, 31 ottobre. L'agente de Gentili inviò la lettera del cardinale Cavalchini, esprimendo la sua opinione sull'affare Cappuccini.
- 1761, 26 novembre - Allinea le teste. Agente de Gentili, Roma, in merito alla raccomandazione dell'abate Peter Täscher per il canone di Coira. 1 file
- 1761, 2 dicembre. Congratulazioni dall'alleanza. Agents de Gentili a Roma per le prossime festività. 2 file
- 1761, 9 dicembre. Lettera di congratulazioni per Natale e Capodanno al Papa, Cardinali Rezzonico, Cavalchini, Albani e Torregiani e Abate Gius. Calisto de Gentili. 6 file
- 1761, 10 dicembre Alleati. Agente de Gentili, Roma, in merito alla raccomandazione dell'abate Täscher al cardinale Cavalchini. 2 file
- 1761, risposta dell'alleanza del 30 dicembre. Agente de Gentili alla testa, grazie per le loro congratulazioni e per aver inviato le lettere di ringraziamento del Papa e dei Cardinali. 1 file
- 1761, 30 dicembre. I capi degli agenti dei Grigioni de Gentili, a Roma, nell'affare Cappuccini. 1 file
- 1762, 13 gennaio. I capi delle alleanze. Agente de Gentili, Roma, in merito all'affare cappuccino di Morbegno.
- 1762, 13 gennaio. I capi dell'abate de Gentili in merito all'invio di una lettera di ricevuta al papa per l'abate Täscher riguardante i canoni di Coira. 2 file
- 1762. Alleanze del 20 gennaio. Agente de Gentili, Roma, a capo della vicenda cappuccina di Morbegno. 2 file
- 1762. Rapporto del 30 gennaio dell'Agente de Gentili, a Roma, sull'affare Abate Täscher e Cappuccino. 2 file
- 1762, 7 aprile. Alleato. Agente de Gentili, Roma, grazie per l'invio di 50 Scudi e la relazione sullo stato delle cose. 2 file
- 1762, 16 giugno. I capi degli agenti dei Grigioni de Gentili, a Roma, riguardanti il canonico Bartolomeo Malacrida, che fu imprigionato a Forte Urbano. 1 file
- 1762, 3 luglio. L'alleanza. Agente a Roma, Gius. Calisto de Gentili, per quanto riguarda l'ulteriore detenzione del canone Barth. Malacrida a Forte Urbano. 2 file
- 1762, 4 dicembre. Lettera di congratulazioni di Abbate Gius. Calisto de Gentili, alleanza. Agente a Roma, al prossimo turno dell'anno. 2 file
- 1763, 28 settembre. Istruzioni del Bundestag al governo federale. Agente de Gentili, Roma, per contattare il cardinale Negroni in merito all'affare Concordato. 1 file
- 1763, 19 ottobre - Abbate de Gentili, alleanza. L'agente di Roma, ai vertici, riferisce della sua conversazione con il cardinale Negroni in merito all'affare Concordato. Involucro: lettera del cardinale Negroni. 4 file
- 1763, 3 dicembre. L'alleanza. Agente Gius. Calisto de Gentili a Roma, congratulazioni per le prossime vacanze.
- 1763, 14 dicembre. Lettera di congratulazioni delle teste al Papa e ai cardinali Albani, Torregiani, Rezzonico, Cavalchini e Negroni nonché Abbate de Gentili. 2 file
- 1763, senza data - Copie delle lettere di congratulazioni al Papa, ai cardinali e all'agente de Gentili. 1 file
- 1764, 11 gennaio - Rapporto dell'agente de Gentili dei Grigioni a Roma sull'inoltro delle varie lettere di congratulazioni. 2 file
- 1764, 25 gennaio - L'agente de Gentili, a Roma, invia una lettera papale con ringraziamenti per le congratulazioni inviate. 3 file
- 1764, 1 settembre - L'Agente dei Gentili dei Grigioni, Roma, riferisce dei suoi passi con il Papa sul Concordato.
- 1764, 17 novembre. Bundslandammann Garbald, Klosters, in merito alla lettera al vescovo di Como e all'Abbate Gentili, a Roma, e alla richiesta degli spedizionieri. 1 file
- 1764, 20 novembre - Giudice distrettuale v. Buol riguardante le lettere al Podestà di Tirano, al Vescovo di Como e all'Abbate Gentili di Roma (dell'impiegato federale de Gabriel).
- 1764, 31 novembre[controllare]. Rapporto dell'alleanza. Agente de Gentili, Roma, in merito all'elezione del vescovo di Como, canone Giovanni Battista Muggiasca.
- 1764, 15 dicembre. - Alleato. Agente de Gentili, Roma, notifica di ricevuta per varie lettere inviategli per l'inoltro. 2 file
- 1765, 23 ottobre. Agente dei Grigioni de Gentili, Roma, per quanto riguarda la partenza di Antonio de Salis. 1 file
- 1765, 27 novembre. Abbate de Gentili, agente dei Grigioni a Roma, in merito alla futura corrispondenza. 1 file
- 1765, 4 dicembre. Abbate de Gentili, alleanza. L'agente di Roma invia le congratulazioni per le festività imminenti. La lettera del 30 novembre tocca vari eventi a Roma. 4 file
- 1766, 11 gennaio. Abbate de Gentili, alleanza. Agente a Roma, in merito a varie corrispondenze. 1 file
- 1766, 25 gennaio. Vari tipi di messaggi dall'Abate de Gentili, a Roma, soprattutto a causa della successione inglese al trono. 5 file
- 1766, 5 febbraio. Tutte le notizie da Roma attraverso l'alleanza. Agente de Gentili a Roma. 3 file
- 1766, 15 febbraio. Notizie di ogni genere dall'agente de Gentili, Roma. 2 file
- 1766, 1º marzo. Abbate de Gentili, Roma, riguardante la successione inglese al trono e altri eventi. 3 file
- 1766, 15 marzo. Alleato. L'agente de Gentili, a Roma, riferisce di eventi a Roma e altrove. 3 file
- 1766, 26 marzo. I capi di Abate de Gentili, a Roma, riguardo alla sua rappresentazione delle Tre Leghe.
- 1766, 28 marzo. Schiers e Grüsch denunciano denunce contro uffici doganali austriaci.
- 1766, 29 marzo. Notizie da Roma di Abbate de Gentili. 2 file
- 1766, 12 aprile. Lettera di cortesia dell'Abbate de Gentili, Roma, insieme a tutti i tipi di messaggi. 2 file
- 1766, 19 aprile. Abbate de Gentili, Roma, per quanto riguarda la sua retribuzione come rappresentante della Repubblica delle Tre Leghe. 2 file
- 1766, 3 maggio. Lettere di cortesia di Abate de Gentili, Roma e tutti i tipi di messaggi negli integratori. 4 file
- 1766, 13 maggio. Lettera di ringraziamento dell'Abbate de Gentili, Roma, ai capi e relazione su vari eventi. 2 file
- 1766, 24 maggio. Notizie da Roma attraverso l'alleanza. Agente de Gentili. 2 file
- 1766, 18 giugno. Abbate de Gentili, alleanza. Agente a Roma, in merito alla consacrazione di due nuovi vescovi.
- 1766, 9 luglio. Abate de Gentili, Roma, in merito all'affare Misox con i Cappuccini. 1 file
- 1766, 10 luglio Abate de Gentili, Roma, vari messaggi alle teste. 1 file
- 1766, 23 luglio - Abate de Gentili, Roma, ai capi dei Cappuccini di Misox. 3 file
- 1766, 26 luglio - J. U. v. Salis-Seewis riguardo al titolo di ministro spagnolo, Abbate de Gentili, Roma, vescovo di Como e relazione Misox con il conte Firmian e l'inviato austriaco da Buol. 1 file
- 1766, 16 agosto - Abbate de Gentili, Roma, riguardo alla decenza tra Mesolcina e Cappuccini e altre notizie. 3 file
- 1766, 30 agosto - Varie notizie da Roma di Abbate de Gentili. 2 file
- 1766, 10 settembre - Abbate de Gentili invia messaggi da Roma. 2 file
- 1766, 27 settembre - Abbate de Gentili, Roma, per quanto riguarda la nomina di nuovi cardinali e altre notizie.
- 1766, 26 novembre - Agente dei Grigioni de Gentili, a Roma, a capo degli affari spirituali di Tresivio nel Veltlin.
- 1766, 26 novembre - Abbate Gentili, alleanza. Agente a Roma, vari messaggi alle teste. 15 file
- 1767, 14 febbraio - Alleato. Agente de Gentili, Roma, su Clemente Gritti, Tirano.
- 1767, 22 luglio - Abbate de Gentili, alleanza. Agente di Roma, ha inviato per posta la pubblicazione "Relazione della solenne Canonizazione dei Beati".
- 1767, 15 agosto - Abbate de Gentili, Roma, a capo della Prepositura von Ponte, Veltlin.
- 1767, senza data - Lettera dell'Abbate de Gentili a Roma, rappresentante dei Grigioni alla Curia, alle teste insieme alle solite note del diario (Diario Romano). 55 file, 1767 gennaio-dicembre
- 1768, 11 febbraio - I capi del governatore dei Veltlin in merito al risarcimento dell'Abbate de Gentili, Roma, per i suoi sforzi a Ponte, Veltlin. 1 file
- 1768, 9 marzo - Il governatore Ch. De Gabriel, Sondrio, ai capi per quanto riguarda il pagamento dell'Abbate de Gentili, Roma, per i suoi sforzi riguardo Prevostur a Ponte, Veltlin e la disputa tra i 7 comuni dell'Alto Terzier.
- 1768, 25 luglio - I capi del governatore de Gabriel, Veltlin, in merito alla sua disputa con Podestà Janett, Tirano, così come la decenza dell'Abbate de Gentili a Roma con i residenti di Ponte, Veltlin.
- 1768, senza data - Lettere di Capodanno al Papa e ai Cardinali Palavicini, Rezzonico, Albani, Cavalchini e Boschi e l'Abbate de Gentili. Agente a Roma. 2 file
- 1768, senza data - Lettere dall'alleanza. Agente Gius. Calisto de Gentili attaccato insieme alle teste Pagine di diario da Roma. 11 file
- 1769, 10 giugno - Abbate Gentili, Roma, alle teste, comunicazione dal diario romano. 2 file
- 1769, 5 agosto - Abbate de Gentili, Roma, ai capi del memoriale dei Cappuccini e loro Custodia. 3 file
- 1770, 10 gennaio - Abbate de Gentili, Roma, a capo della Congregazione dei Cappuccini e rendiconto spese gli anni 1768 e 1769. 3 file
- 1770, 2 giugno - Abbate Gentili, agente dei Grigioni a Roma, a capo della vicenda dell'abate di Disentis. 1 file
- 1770, 21 luglio - Abbate Gentili, alleanza. Agente a Roma, per quanto riguarda i cappuccini. 5 file
- 1770, 11 agosto - Abbate Gentili, Roma, in merito a un nuovo cardinale portoghese. 1 file
- 1770, senza data - Lega Caddea presso Abbate Gentili, alleanza. Agente a Roma, per quanto riguarda l'elezione del vescovo. 1 file
- 1771, senza data - Abbate de Gentili, Roma, per quanto riguarda gli auguri di Natale, i cappuccini di Veltlin e Augio, cambiano del Massner, Coira e della povertà della Chiesa di Sant'Abondio a Piazzalonga. 4 file
- 1772, settembre - Giudice regionale Capol, Flims, in merito alle lettere al principe governatore in Olanda, lettere del cardinale Pallanirini, dell'abate de Gentili e di altri. 3 file
- 1772, 5 dicembre - Auguri di Natale dall'Abbate de Gentili, Roma. 2 file
- 1772, 22 dicembre - Auguri di buon anno da Abbate de Gentili, Roma. 1 file